# Oleksiy Kovalyov
Oleksiy Ivanovych Kovalov (en ucraniano: Олексій Іванович Ковальов, Jola Pristan, 19 de enero de 1989-Óblast de Jersón, 28 de agosto de 2022) fue un político ucraniano. Unos meses antes de su muerte, había comenzado a colaborar con Rusia durante la invasión rusa de Ucrania en 2022.

## Biografía
Kovalov fue elegido en las elecciones parlamentarias de Ucrania de 2019 como miembro del partido Servidor del Pueblo después de ganar el distrito electoral (escrutinio mayoritario uninominal) 186 (centrado en Jola Pristan) con el 35,12% de los votos. Ingresó al parlamento nacional de Ucrania, el Concejo Supremo, en agosto de 2019.
Dos meses después de la invasión rusa de Ucrania en 2022, a principios de abril de 2022, Kovalov se desplazó hasta Jola Pristan, en la ocupación rusa del óblast de Jersón «para trabajar en su distrito electoral». Hasta ese momento «los líderes del parlamento declararon que no sabían dónde estaba Kovalov ni qué estaba haciendo».
El 28 de abril, una facción del partido político Servidor del Pueblo anunció que había suspendido la membresía de Kovalov. Posteriormente fue expulsado del partido el 3 de mayo de 2022. El 8 de junio de ese mismo año, admitió en su página oficial de Facebook haber colaborado con los ocupantes rusos en Óblast de Jersón.
El 22 de junio de 2022, se informó que Kovalov había sido asesinado en Óblast de Jersón a la edad de 33 años. Sin embargo, el 30 de junio de 2022, los medios rusos publicaron un video de Kovalov en el hospital, en el que acusaba al Servicio de Seguridad de Ucrania de intentar asesinarlo. También el 30 de junio de 2022, el primer vicepresidente del Consejo Supremo, Oleksandr Kornienko, declaró que el mandato de Kovalov solo podría ser destituido después de un fallo judicial porque la Constitución de Ucrania no incluye el colaboracionismo como motivo para privar a un parlamentario de su mandato.
Según las autoridades ucranianas, a principios de julio, asumió el cargo de diputado creado por la administración rusa, «jefe del gobierno de Óblast de Jersón». El 28 de agosto de 2022, varios canales de Telegram informaron sobre el asesinato de Kovalov. Al día siguiente, el Comité de Investigación de Rusia confirmó la muerte de Kovalov. Según ellos, Kovalev murió como resultado de una herida de bala durante un ataque en su lugar de residencia, en el puerto de Zaliznyi, el 28 de agosto de 2022. Según los informes, también fue asesinada una mujer que vivía con él. Se cree que esta mujer era su esposa.
El 7 de octubre de 2022, el presidente ruso, Vladímir Putin, le otorgó póstumamente la Orden del Coraje por su «dedicación y valentía».
Dado que el parlamento no pudo haber recibido ningún certificado de defunción oficial, necesario para su finalización como diputado ucraniano, Kovalyov técnicamente seguirá siendo miembro del Consejo Supremo hasta las próximas elecciones parlamentarias de Ucrania o hasta que se reciba un certificado oficial de defunción.